# Nicola Festa
Nicola Festa (Matera, 17 novembre 1866 – Roma, 30 maggio 1940) è stato un filologo classico, grecista e politico italiano, accademico del Lincei e dell'Arcadia e senatore del Regno d'Italia.

## Biografia

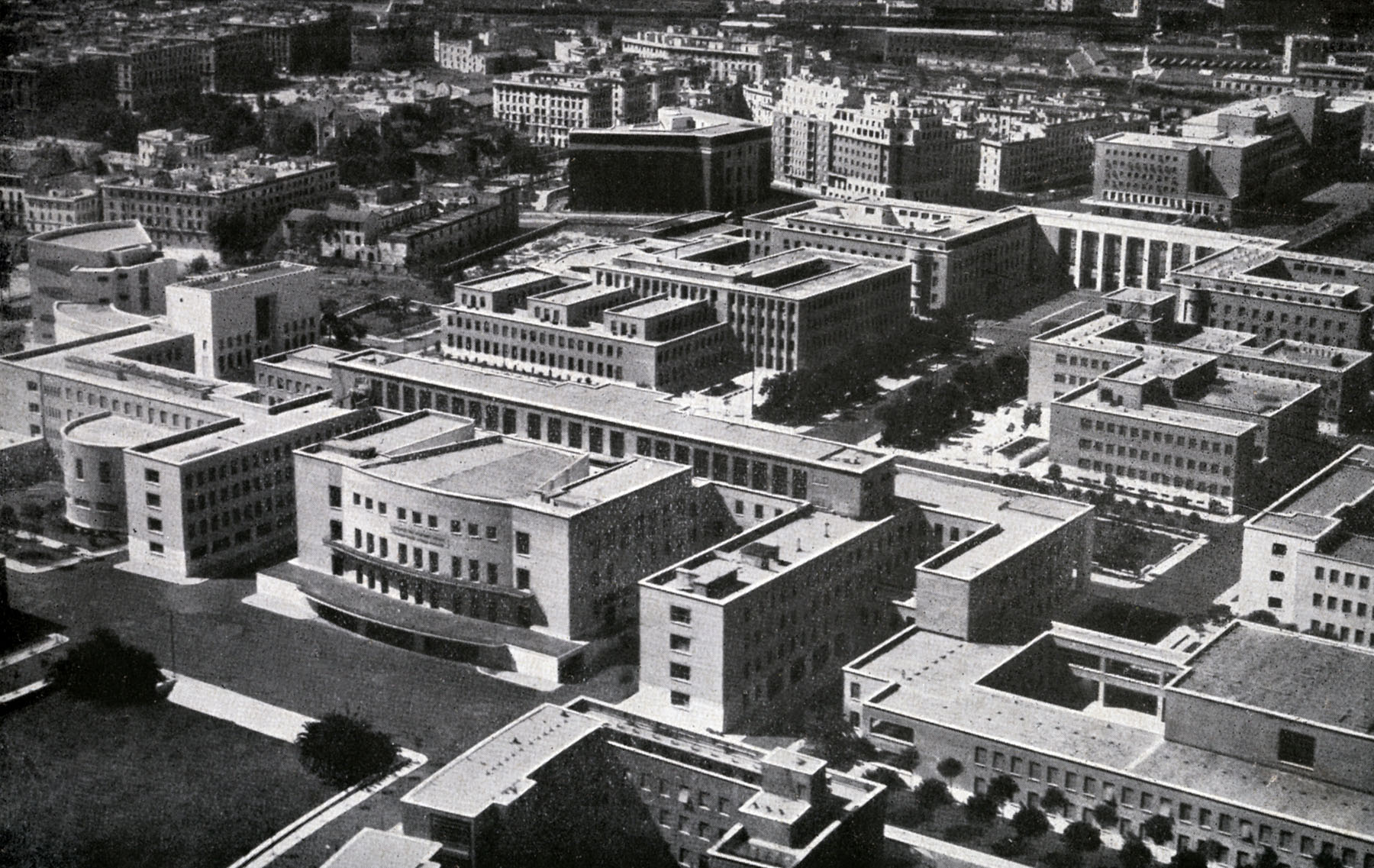
Roma: la Città universitaria nel 1938

Nato a Matera nel 1866, studente del ginnasio-liceo cittadino, ebbe come insegnante di latino e greco Giovanni Pascoli, alla sua prima esperienza di docente. L'influenza del poeta favorì in Festa l'interesse per la filologia classica e la decisione di iscriversi, conseguita la licenza liceale, all'Istituto di studi superiori di Firenze.
Nell'Istituto fu allievo prediletto del grecista Girolamo Vitelli e si laureò con una tesi sulla geografia e cosmografia di Omero.
Precettore presso una nobile famiglia toscana, insegnante nel ginnasio di Orvieto, professore straordinario di greco e latino nello stesso Istituto di studi superiori fiorentino, nel 1900, dopo alcuni tentativi senza successo, vinse un concorso per la sostituzione di Enea Piccolomini e ottenne la cattedra di letteratura greca all'Università di Roma. Nel 1906 ricevette il primo incarico in Italia di filologia bizantina.
Di particolare rilievo sono le sue traduzioni di classici greci (Sofocle ed Omero) e l'edizione critica del poema epico Africa del Petrarca. Tradusse in latino alcuni discorsi di Mussolini nell'epoca della "fondazione dell'impero" (1936) e compose, suscitando il biasimo di Gaetano De Sanctis, le epigrafi latine poste sugli edifici della Città universitaria romana.
Accademico dei Lincei e, con il nome di Maronte Larisseo, custode generale dell'Accademia dell'Arcadia dal 1924 al 1940, nel 1939, pochi mesi prima della morte, avvenuta a Roma, a settantatré anni, fu nominato senatore del Regno d'Italia.

## Opere principali
- Odi e frammenti di Bacchilide. Testo greco, traduzione e note a cura di Nicola Festa, Firenze, Barbera, 1898. Stroncato dal grecista Giuseppe Fraccaroli, il testo riveduto fu nuovamente pubblicato nelle edizioni Sansoni nel 1916.[1]
- Theodorus Ducas Lascaris, Epistulae CCXVII, a cura di Nicola Festa, Firenze, Tipografia G. Carnesecchi e Figli, 1898.
- Favole di Fedro. Scelte, ordinate e annotate ad uso della II classe del ginnasio per cura di Niccola Festa, Firenze, Sansoni, 1898.
- Sulle più recenti interpretazioni della teoria aristotelica della catarsi nel dramma. Lettura fatta nella R. Universita di Roma il 25 febbraio 1901, Firenze, A. Marini e C., 1901.
- Nuove liste bizantine di invenzioni e scoperte, Firenze, Tip. Barbera, 1904.
- Il papiro filosofico del Museo Egizio Vaticano, Leipzig, B. G. Teubner, 1904.
- Corrado Brando e i modelli greci, Trani, Vecchi, 1907.
- Il manuale di Epitteto. Traduzione di Giacomo Leopardi con saggi delle dissertazioni e coi frammenti di Musonio, a cura di Nicola Festa, Milano, Istituto editoriale italiano, 1914.
- Edipo a Colono. Saggio di studi sofoclei, Firenze, Tip. E. Ariani, 1917.
- Lezioni di letteratura greca raccolte dallo studente Guido Martellotti, Roma, Libr. della Sapienza di A. Sampaolesi, 1925.
- L'Iliade di Omero. Tradotta e annotata da Nicola Festa, Milano, Remo Sandron Editore, s.d.
- L'Odissea di Omero. Tradotta e annotata da Nicola Festa, Milano, Remo Sandron Editore, 1921-1928.
- Propylaion. Corso teorico-pratico di lingua greca ad uso delle scuole medie, Palermo, Remo Sandron Editore, 1924-1926.
- L'Africa. Edizione critica per cura di Nicola Festa, Firenze, Sansoni, 1926.
- Saggio sull'Africa del Petrarca, Palermo, Remo Sandron Editore, 1926.
- Ricerche metriche. Saggio di un nuovo metodo per lo studio della metrica greca, Palermo-Roma, Remo Sandron Editore, 1926.
- Saggi sulla poesia di Properzio, Roma, Leo S. Olschki, 1927.
- La Repubblica di Zenone, Roma, Tipografia Poliglotta Vaticana, 1928.
- L'uomo e l'universo nella dottrina di Zenone Cizio, Roma, Tipografia Poliglotta Vaticana, 1929.
- Cronosolon. Umanità e galateo in uno scritto senile di Luciano, Roma, Tipografia Poliglotta Vaticana, 1932.
- Umanesimo, Milano, Ulrico Hoepli, 1935.
- "La letteratura nell'età di Augusto", in Augustus. Studi in occasione del bimillenario augusteo, Roma, Tipografia della R. Accademia nazionale dei Lincei, 1938.